# Al-Manar (Fernsehsender)
Al-Manar bzw. al Manar TV (arabisch المنار al-Manār, „Der Leuchtturm“) ist ein seit 1991 bestehender Fernsehsender mit Sitz in Beirut. Er gehört rechtlich zur Lebanese Communication Group, größter Anteilseigner ist mit 36 Prozent Arabsat, und wird täglich von rund 50 Millionen Menschen via Satellit im gesamten arabischen Raum bis nach Europa empfangen. Er steht, wie das Hörfunkprogramm al-Nour, der schiitischen Hisbollah nahe. Der Sender wurde in Deutschland als verfassungsfeindliche Organisation verboten.
Auch die Finanzierung al-Manars wird mit der Hisbollah in Verbindung gebracht.

## Programminhalt
Zentraler Programmschwerpunkt ist die Propagierung „islamischer Werte“ im Sinne der fundamentalistisch-schiitischen Auslegung der Hisbollah. Häufig werden Standpunkte der Hisbollah und Reden von Hassan Nasrallah publiziert. Den Programmmachern von al-Manar wird von verschiedenen Seiten vorgeworfen, antisemitische Hetze zu verbreiten.
Zum Ramadan 2003 startete al-Manar die 29-teilige Vorabendserie asch-Schatat („Diaspora“), in der Juden im Stil der Protokolle der Weisen von Zion für beinahe alle politischen Katastrophen der Neuzeit verantwortlich gemacht werden. Eine der Folgen zeigte, wie Rabbiner an einem „Sabbatschänder“ ein „heiliges talmudisches Ritual“ vollstreckten: Sie foltern den Gefesselten, zwingen ihn, flüssiges Blei zu trinken, schneiden ihm ein Ohr ab und durchtrennen zuletzt seine Halsschlagader. In einer anderen Folge wurde ein christliches Kind geschlachtet, um dessen Blut zum Backen von Matzen zu verwenden. Im Abspann wurde dem syrischen Verteidigungsministerium, dem Kulturministerium, der Archäologiebehörde und der Polizei von Damaskus gedankt. Ursprünglich sollte die Serie im staatlichen syrischen Fernsehen gezeigt werden und in Persisch, Englisch und Hebräisch übersetzt werden. Auf internationale Kritik hin zog die syrische Regierung diesen Plan zurück und bestritt, dass sie die Produktion unterstützt habe. Der Direktor von Al-Manar betonte jedoch: Die Serie zeigt die Wahrheit und nichts als die Wahrheit.
Da al-Manar auch in Deutschland zu empfangen war, zog er die Aufmerksamkeit des Landesamtes für Verfassungsschutz in Baden-Württemberg auf sich. Hingewiesen wurde auf Inhalte, die Volksverhetzung, Gewaltverherrlichung und Judenhass fördern würden; insbesondere auch auf Cartoons für Kinder ab drei Jahren, „in denen schon den Jüngsten das Lebensideal eines Märtyrers – eines Gotteskriegers – vermittelt wird“.
Al-Manar bietet auch Rechtsextremisten wie Ahmed Rami ein Forum.
Während des Zweiten Libanonkrieges wurde das Gebäude der Sendezentrale am 13. Juli 2006 von der israelischen Luftwaffe angegriffen und teilweise zerstört. IDF-Spezialisten hackten im Rahmen der psychologischen Kriegführung das Sendesignal von al-Manar und unterbrachen dessen Nachrichten für 90 Sekunden, um eine eigene Kurzsendung zu zeigen, die die Moral der Hisbollah untergraben sollte.

## Verbote
Am 18. Dezember 2004 wurde der Sender in den USA wegen gewaltverherrlichender und antisemitischer Sendungen in die Liste terroristischer Organisationen aufgenommen.
In Frankreich, wo dem Sender am 19. November 2004 Auflagen erteilt worden waren, wurde al-Manar auf Antrag der französische Rundfunkaufsicht (CSA) am 15. Dezember vom obersten Gerichtshof verboten, woraufhin er vom Satellitenbetreiber Eutelsat in der Haupt-Ausleuchtungszone (Mitteleuropa) abgeschaltet wurde. Dabei bezog man sich besonders auf die antisemitische Fernsehserie al-Schatat. Andere Satelliten übernahmen den Downlink.
Die Ausstrahlung über europäische Anbieter ist seit 2004 verboten, der Sender kann allerdings über einen russischen Satelliten in Mitteleuropa empfangen werden.
Das deutsche Bundesministerium des Innern gab im Januar 2009 das unanfechtbare Verbot des Fernsehsenders „al Manar TV“ bekannt. Somit ist im gesamten Geltungsbereich des deutschen Vereinsgesetzes die Betätigung von al-Manar verboten. Ebenfalls ist es verboten, die Kennzeichen des Senders, insbesondere das Logo, zu verwenden. Die Einfuhr und Verbreitung von Propagandamitteln des Senders ist gemäß § 86 Abs. 1 Nr. 2 StGB verboten. Seit dem 1. Dezember 2008 kann man al Manar nicht mehr in deutschen Hotels, Cafés und anderen öffentlichen Orten sehen. Außerdem sind Werbung und Spendenaktionen für den Sender in Deutschland verboten.
Im Dezember 2024 erließ die Kommission für Jugendmedienschutz (KJM) eine Sperrverfügung gegen die arabisch- und englischsprachigen Webseiten des Senders als Propagandakanal der Terrororganisation Hisbollah. Diese Maßnahme wurde im Rahmen der Umsetzung des Jugendmedienschutz-Staatsvertrag durch die KJM beschlossen, um die Verbreitung von extremistischen Inhalten zu unterbinden.